# Agencia Nacional de Inteligencia Geoespacial
La Agencia Nacional de Inteligencia Geoespacial (del inglés: National Geospatial-Intelligence Agency, o por sus siglas, NGA) es una agencia de apoyo en combate del Departamento de Defensa de Estados Unidos y un miembro de la Comunidad de Inteligencia cuya misión principal es recopilar, analizar y distribuir inteligencia geoespacial en apoyo a la seguridad nacional. Desde 1996 hasta 2003 la NGA era conocida como Agencia Nacional de Imágenes y Cartografía (National Imagery and Mapping Agency, NIMA).
Las oficinas centrales de la NGA, también conocidas como NGA Campus East o NCE, están situadas en el Area Norte de Fort Belvoir en Springfield (Virginia). La agencia también dispone de importantes instalaciones en el área de San Louis (Missouri) (conocidas como NGA Campus West o NCW), así como oficinas de apoyo y de enlace por todo el mundo. La sede de la NGA tiene 210 000 m² y es el tercer edificio gubernamental más grande del área metropolitana de Washington después del Pentágono y el edificio Ronald Reagan.
Además de utilizar inteligencia geoespacial para los esfuerzos militares y de inteligencia de Estados Unidos, la NGA ofrece asistencia durante desastres naturales y artificiales, ayuda en cuestiones de planificación de seguridad para eventos importantes como los Juegos Olímpicos, difunde información sobre seguridad marítima y recopila datos sobre el calentamiento global.
El octavo y actual director de la agencia es el Vicealmirante Frank D. Whitworth III.

## Historia
Los esfuerzos de Estados Unidos en cartografía y de mapeo se mantuvieron relativamente sin cambios hasta la Primera Guerra Mundial, cuando la fotografía aérea se convirtió en un importante contribuyente a la inteligencia en el campo de batalla. Utilizando visores estereoscópicos, los fotointérpretes revisaron miles de imágenes. Muchos de ellos eran del mismo objetivo en diferentes ángulos y tiempos, dando lugar a lo que se convirtió en el análisis de imágenes y cartografía moderna.

### Planta de Reproducción de Ingenieros (ERP)
La Planta de Reproducción de Ingenieros fue el primer intento de los Cuerpos de Ingenieros del Ejército para centralizar la producción de cartografía, impresión y distribución. Estaban acuartelados en los terrenos de la Escuela de Guerra del Ejército en Washington D. C.. Antes de este tiempo, la cartografía topográfica fue en gran medida una función de unidades individuales de ingenieros de campo utilizando técnicas de encuesta de campo o productos capturados, así como de copias existentes. De hecho, la Planta de Reproducción de Ingenieros asumió la "supervisión y mantenimiento" de la Colección de Mapas del Departamento de Guerra del Ejército el 1 de abril de 1939.

### Servicio de Mapas del Ejército (AMS) / Comando Topográfico del Ejército de EE.UU (USATC)
Con la llegada de la aviación de la Segunda Guerra Mundial, los estudios de campo empezaron a enforcarse hacia la fotogrametría, la interpretación fotográfica y la geodesia. En tiempo de guerra, se hizo cada vez más posible compilar mapas con el mínimo trabajo de campo a realizar. De esto surgió el Servicio de Mapas del Ejército (AMS), que absorbió a la existente Planta de Reproducción de Ingenieros (ERP) en mayo de 1942. Estaba ubicada en la zona de Dalecarlia (incluyendo los edificios que ahora llevan el nombre de John C. Frémont y Charles H. Ruth) en MacArthur Boulevard, justo a las afueras de Washington D. C. en el condado de Montgomery (Maryland) y adyacente a la Reserva de Dalecarlia. El Servicio de Mapas del Ejército (AMS) fue designado como una actividad de campo de ingenieros a partir del 1 de julio de 1942 por la Orden General 22, OCE, el 19 de junio de 1942. El Servicio de Mapas del Ejército (AMS) también combinaba muchas de las restantes organizaciones de inteligencia geográficas del Ejército y de la División de Inteligencia Técnica de Ingenieros. El Servicio de Mapas (AMS) fue redesignado con el nombre de Comando Topográfico del Ejército (USATC) el 1 de septiembre de 1968, y continuó como una organización independiente hasta 1972, cuando se fusionó con la nueva Agencia de Defensa en Cartografía (DMA) y pasó a denominarse como el Centro Topográfico de la Agencia de Defensa en Cartografía (DMATC).
Cuenta con un presupuesto anual	de 4.900 millones de dólares en 2013.